# Teléfonos (Santa Maria d'Oló)
Teléfonos és una obra noucentista de Santa Maria d'Oló (Moianès) inclosa a l'Inventari del Patrimoni Arquitectònic de Catalunya.

## Descripció
Casa entre mitgera de planta rectangular, amb coberta a doble vessant i amb el carener paral·lel a la façana. Té tres plantes. Es tracta d'un edifici amb una estructura absolutament simètrica, amb tres obertures per planta. A la planta baixa un portal dona accés a una estreta escala amb un arrambador decorat a base de rajola de ceràmica amb decoracions florals, que acondueix als habitatges. El primer pis és central per una tribuna prolongada amb balcó. La seva cobertura fa de balcó a l'obertura central del pis superior.
L'edifici és coronat per quatre pilars ben rematats i units amb panys de paret, coronats amb forma centenària. Totes les obertures són rectangulars i coronades amb un arc former de totxo. Són interessants les baranes de ferro cargolat, decorades amb florons estampats.

## Història
L'edifici fou concebut com a casa unifamiliar, destinada a ser l'habitatge de l'amo de la fàbrica de Manuel López, fàbrica que començà a funcionar l'any 1924.
Aquesta casa tenia doble accés: des del carrer i directament des de la fàbrica. Al moment en què deixà d'ésser habitatge del propietari de la fàbrica es feu una divisió per plantes i s'eliminà l'accés des de la fàbrica. Avui l'edifici és plurifamiliar.
S'anomena «Telèfons» perquè als baixos hi havia hagut la centraleta de telefons del poble.